# Esnes-en-Argonne
Esnes-en-Argonne é uma comuna francesa na região administrativa de Grande Leste, no departamento de Meuse. Estende-se por uma área de 14,76 km². Em 2010 a comuna tinha 147 habitantes (densidade: 10 hab./km²).